# Vocabulário Ortográfico da Academia Sueca
O Vocabulário Ortográfico da Academia Sueca – em sueco Svenska Akademiens ordlista över svenska språket, também designado pela sigla SAOL – é um vocabulário de caráter normativo da língua sueca editado pela Academia Sueca.

Esta obra é uma listagem exaustiva de 126 000 palavras da língua sueca contemporânea com indicação da sua grafia e declinação, e eventualmente pronúncia e significado.

Na edição de 2014 – SAOL 14 – estão incluídas 13 000 novas palavras, tendo por outro lado sido excluídas 9 000 palavras anteriores.

Desde 2009 este vocabulário está acessível na Internet.

O corpo redatorial do Vocabulário Ortográfico da Academia Sueca está instalado na Universidade de Gotemburgo.

O Vocabulário Ortográfico da Academia Sueca (SAOL) não deve ser confundido com outros dois dicionários da Academia Sueca – o Dicionário da Academia Sueca (SAOB) e o Dicionário sueco (SO).